# جورج داروین
جورج داروین (انگلیسی: George Darwin; ۹ ژوئیهٔ ۱۸۴۵ – ۷ دسامبر ۱۹۱۲) یک اخترشناس و ریاضی‌دان اهل بریتانیا بود. او یکی از فرزندان چارلز داروین پدر علم تئوری تکامل و فرگشت و صاحب مکتب داروینیسم می‌باشد. وی همچنین برنده جوایزی همچون مدال کاپلی شده‌است.